# Corythaixoides personatus
Corythaixoides personatus е вид птица от семейство Туракови (Musophagidae).

## Разпространение
Видът е разпространен в Етиопия.